# Магаляс Анатолій Юхимович
Анатолій Юхимович Магаляс (30 березня 1945 — 11 травня 2018, Київ) — український військовик. Генерал-майор. Заступник начальника Головного управління розвідки Міністерства оборони України (1993—1997). Був членом правління Всеукраїнської громадської організації «Об'єднання ветеранів розвідки України».

## Життєпис
Народився 30 березня 1945 року на Тернопільщині. У 1968 році закінчив Київське вище загальновійськове командне училище. Пізніше — Військову академію Радянської Армії — розвідувальну академію в Москві.
Все життя присвятив воєнній розвідці. В Збройних силах України з 1991 року. На початку незалежності приклав значні зусилля для створення агентурної компоненти воєнної розвідки України, розуміючи як професіонал яку небезпеку становить Росія для молодої країни, активізував розвідувальну роботу на російському напрямі.
Разом із Олександром Скіпальським створював воєнну розвідку України. Після звільнення, займався громадською діяльністю, працював в керівництві Об'єднання ветеранів розвідки.
Помер 11 травня 2018 року. Похований на Бортничанському кладовищі.